# Szokszu

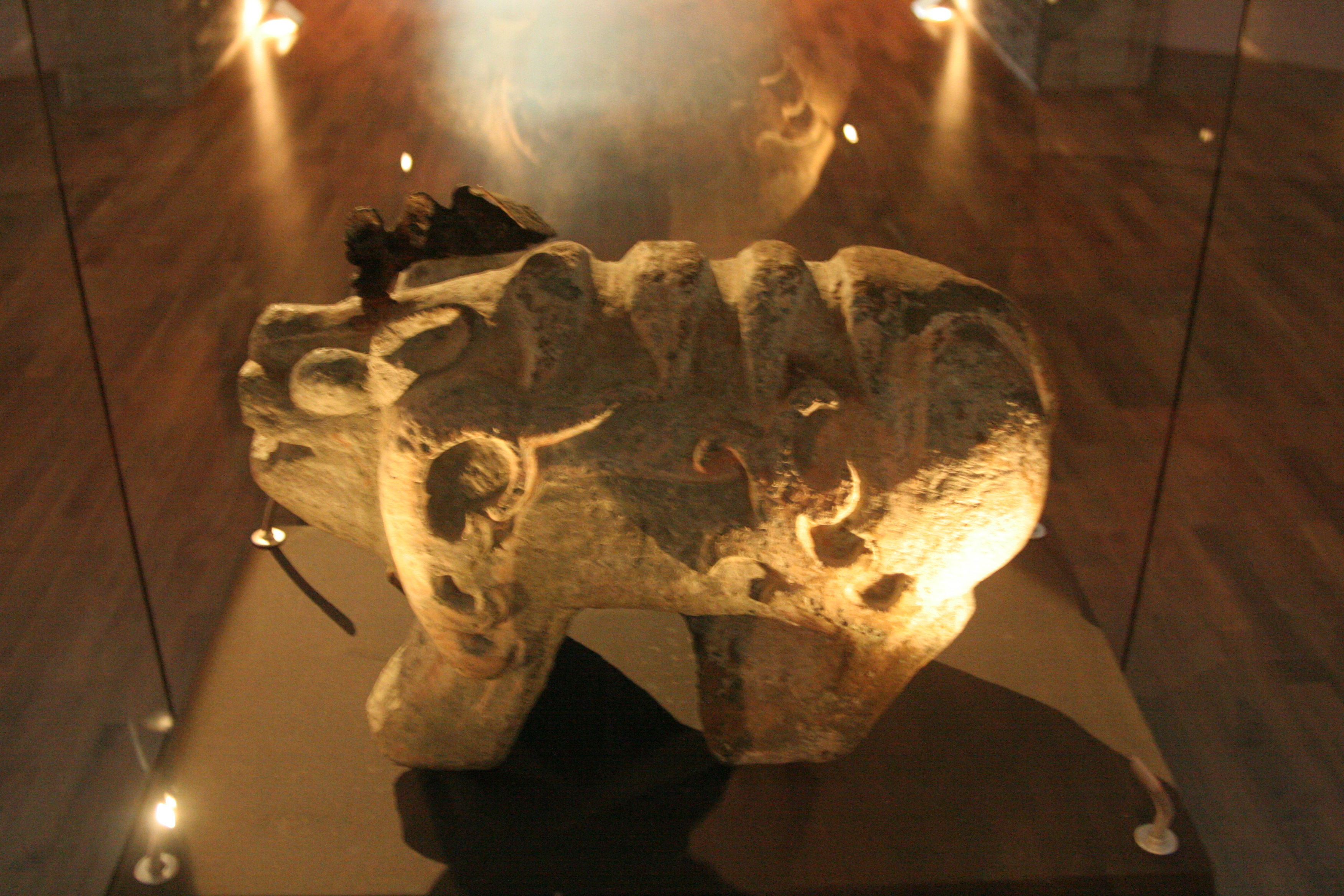
A Murjong pekcsei (Muryeong baekjei) király sírjában talált szokszu (seoksu)

A szokszu (hangul: 석수, handzsa: 石獸, RR: seoksu) egyfajta vadállat formájú kőszobor, szongmul (seongmul), melyet Koreában a síroknál vagy a palotáknál állítottak fel. A szobor őrző funkciót töltött be, mely valószínűleg a kínai Kései Han-korszak temetkezési szokásaihoz vezethető vissza. A szobrot a síron kívül vagy belül is elhelyezhették, de akár pagodák alapzatába is belevájták. A szongmul (seongmul)ok sokféle formában készültek, például oroszlán, ló, tehén, elefánt, sertés, tigris vagy a mitikus lény, a hethe (haetae).

## Murjong(Muryeong)király sírjának szobra

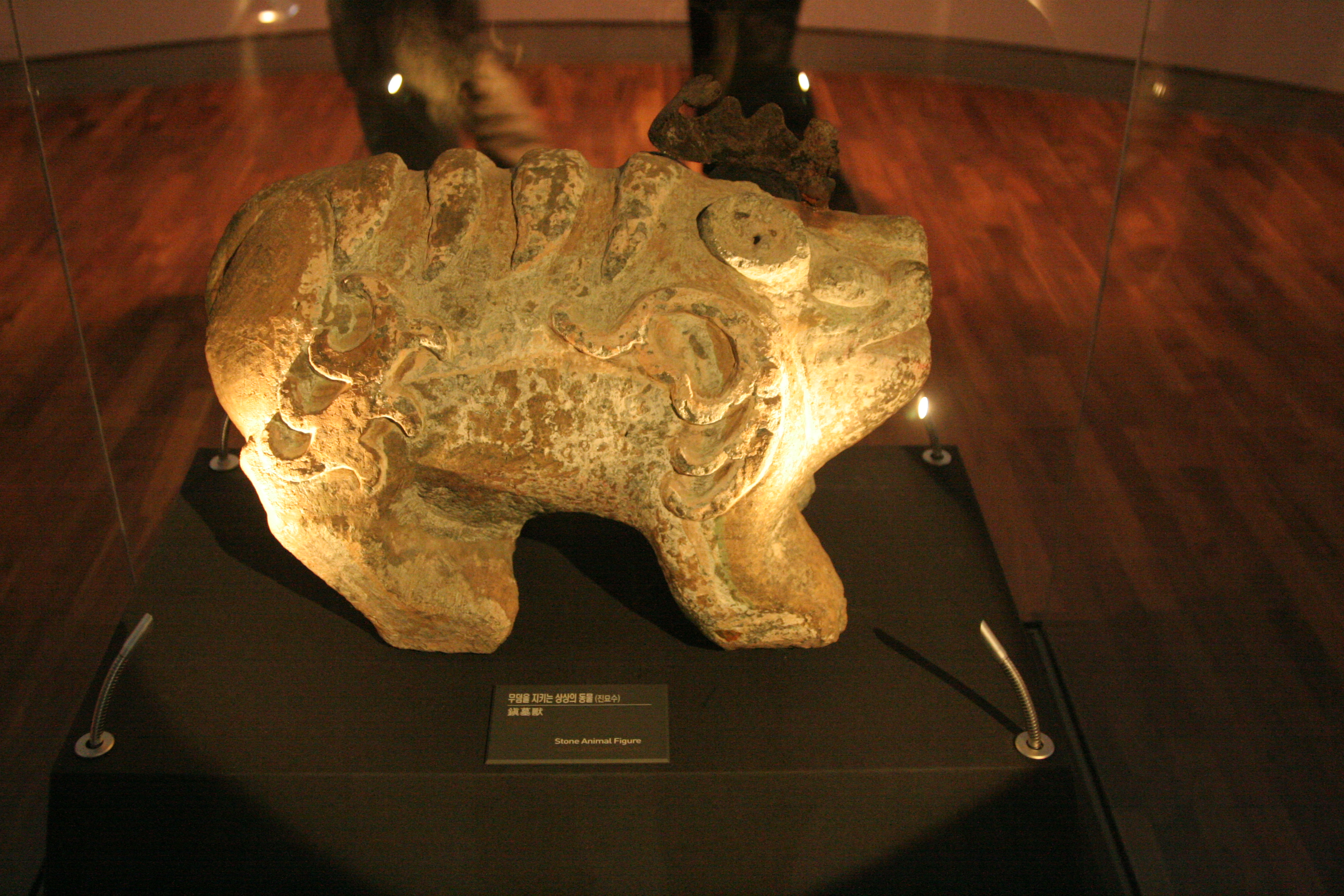

A Murjong pekcsei (Muryeong baekjei) király (u. 501–523) sírjában talált állatszobor 30,8 centiméter magas, 48 centiméter hosszú és 22 centiméter széles. Fején levél formájú fém szarv található, a test két oldalán pedig láng formájú minta fut végig, mely szárnyakra utal, így megállapítható, hogy nem valódi állatot ábrázol. Orráról hiányoznak az orrlyukak, a szájon pedig vörös festék nyomait találták, ami arra utal, hogy egykor a szobrot élénk színekkel kifestették. Bár a sírban talált többi lelethez képest a szokszu (seoksu) rosszabb minőségű, fontos leletnek számít, mivel ez az első kőszobor, amelyet pekcsei (baekjei) sírban találtak.
A szobor a Dél-Korea 162. nemzeti kincse és a Kongdzsui (Gongjui) Nemzeti Múzeum őrzi.

## Fordítás
- Ez a szócikk részben vagy egészben  a   Seoksu című angol Wikipédia-szócikk ezen változatának fordításán alapul.  Az eredeti cikk szerkesztőit annak laptörténete sorolja fel. Ez a jelzés csupán a megfogalmazás eredetét és a szerzői jogokat jelzi, nem szolgál a cikkben szereplő információk forrásmegjelöléseként.